# 庫姆斯山
76°47′S 160°0′E / 76.783°S 160.000°E
庫姆斯山（英語：Coombs Hills）是南極洲的山丘，位於維多利亞地，處於奧德爾冰川和劍橋冰川之間，在1957年由新西蘭探險隊發現，以奧塔哥大學的地質學教授命名。